# 遠州弁
遠州弁（えんしゅうべん）は、旧遠江国、現在の静岡県西部の遠州地方で使用される日本語の方言。東海東山方言の1つ。遠州弁は更に幾つかに細分化される。(例)北遠方言、中遠方言など。

## 特徴
東海東山方言の「長野・山梨・静岡方言」に属する。
古くから日本語の方言における東西の境界とされる「糸魚川・浜名湖線」の上に位置しており、東日本方言（東部方言）ではあるが、否定の助動詞に「ん」を用いる点など、西日本方言（西部方言）の特徴をも併せ持っている。「いる/おる」の境界線（混用地域もあり）が浜名湖を通っているなど遷移的な方言であるが、大井川～掛川市、袋井市～磐田市、浜松市の3つのまとまりに区分できる。湖西市の方言の文法は、ほぼ東三河弁と変わりない。
比較表
|                | 新居（湖西市）   | 浜松           | 掛川             |
| -------------- | ---------------- | -------------- | ---------------- |
| 県内方言区画   | 西部方言         | 西部方言       | 中部方言         |
| アクセント     | 型の少ない東京式 | 外輪東京式     | 中輪東京式       |
| 否定           | ～ん             | ～ん           | ～ん             |
| 過去否定       | ～なんだ         | ～なんだ       | ～んけ、〜なんだ |
| 居る           | おる             | いる           | いる             |
| 〜だぞ、〜だよ | 〜だに           | 〜だに         | 〜だに           |
| 推量           | ずら、ら、だら   | ずら、ら、だら | ずら、ら、だら   |
| 勧誘           | ～まいか         | ～まいか       | ～まいか、～ざあ |

## 文法

### 動詞

#### サ行五段活用イ音便
サ行五段活用動詞の多くは、終助詞「た」や接続助詞「て」などに続く場合の連用形が、イ音便形をとる。
|        | 共通語   | サ行イ音便 |
| ------ | -------- | ---------- |
| 写す   | 写した   | 写いた     |
| 燃やす | 燃やした | 燃やいた   |
| 直す   | 直した   | 直いた     |
| 壊す   | 壊した   | 壊いた     |
| 鳴かす | 鳴かした | 鳴かいた   |

ただし、このイ音便が起こるのは3拍以上の動詞であり、「貸す」「消す」「刺す」など2拍のものでは、この音便は起こりにくくなる。これは三河弁・名古屋弁も同様である。 
|      | 共通語 | サ行イ音便           |
| ---- | ------ | -------------------- |
| 貸す | 貸して | ×                    |
| 消す | 消して | ×（けやす→けやいて） |
| 刺す | 刺して | 刺いて               |
| 押す | 押す   | ×                    |
| 干す | 干して | 干いて               |
| 足す | 足して | 足いて               |
| 蒸す | 蒸して | 蒸いて               |

#### ら抜き言葉・れ足す言葉
遠州弁では、可能や不可能を表す際にいわゆる「ら抜き言葉」「れ足す言葉」が頻繁に用いられる（[例]食べられる→食べれる、行ける→行けれる、見られる→見れる/見れれる、など）。「日本語の乱れ」としても取り上げられるら抜き言葉とれ足す言葉であるが、これが話題になる前から遠州地方においては方言として使われている。

#### 動詞
居（お）る
「居（い）る」の意。人や動物の存在を表す動詞には、「いる」とともに「おる」も使用される。例：「あの衆らなら在所におるに」（＝「あの人たちなら実家にいるよ」）。

### 助動詞
連用形＋とる
「連用形＋ている」の意。連語「〜てる」（接続助詞「て」＋補助動詞「いる」）とともに「〜とる」（接続助詞「て」＋補助動詞「おる」の転訛形）も使用される。例：「はあ、いつまでもいらんこんしとらんでええで、ちゃっちゃとうっちゃりないや」（＝「もう、いつまでも余計なことをしていなくていいから、さっさと捨てなよ」）。
未然形＋すか、未然形＋すけ
「決して〜しない」の意。活用しない。アクセントは「す」の直前。「〜すけ」も使われる。例：「ほんなこんせすか」（＝「そんなことをするか（するわけがない）」）。
連用形＋なし
「未然形＋ずに」「未然形＋ないで」の意。例：「電気を消しなし寝た」（＝「電気を消さずに寝た」）。
連用形＋なず
「未然形＋ずに」「未然形＋ないで」の意。「連用形＋なし」より接続する動詞の範囲は狭い。例：「宿題やらなず寝た」（＝「宿題をやらずに寝た」）。
連用形＋おおす
「連用形＋きる」「連用形＋はたす」の意。否定形である「おおせん」の形で使われることが多い。例：「全部は食べおおせんに」（＝「全部は食べきれないよ」）。
連用形＋接続助詞「て/で」＋ごう
「連用形＋接続助詞『て/で』＋ごらん」の意。軽い命令・勧誘を表す。後述の「ない」よりは語気が弱い。静岡県西部地方から静岡市のあたりまで使われている。例：「書いてごう」（＝「書いてごらん」）、「読んでごう」（＝「読んでごらん」）。
| 五段活用   | 上一段活用 | 下一段活用 | サ行変格活用 | カ行変格活用 |
| ---------- | ---------- | ---------- | ------------ | ------------ |
| 行ってごう | 見てごう   | 食べてごう | してごう     | 来てごう     |

連用形＋ない
「連用形＋なさい」の意。終助詞「な」が変化したもの。軽い命令・少し強めの勧誘を表す。前述の「ごう」よりは語気が強い。上一段活用・下一段活用・サ行変格活用の場合では、否定助動詞と同じ形になってしまうが、アクセントや文脈で区別する。例：「書きない」（＝「書きなさい」）、「食べない」（＝「食べなさい」）。
| 五段活用 | 上一段活用 | 下一段活用 | サ行変格活用 | カ行変格活用 |
| -------- | ---------- | ---------- | ------------ | ------------ |
| 行きない | 見ない     | 食べない   | しない       | 来（き）ない |

### 否定助動詞
未然形＋ん
〜ない。通常の否定を表す。
| 五段活用 | 上一段活用 | 下一段活用 | サ行変格活用 | カ行変格活用 |
| -------- | ---------- | ---------- | ------------ | ------------ |
| 行かん   | 見ん       | 食べん     | しん、せん   | 来（こ）ん   |

遠州弁では「いる」の否定は「いん」、「おる」の否定は他の西日本の地域と同様「おらん」となる。「〜ている」の否定は「〜てない」の他にも「〜てん」が使われる。「おる」が使われる地域は「〜とらん」となる。
連用形＋やせん、連用形＋やへん
〜やしない。係助詞「や」＋補助動詞「する」の未然形「せ」＋否定助動詞「ん」の連語。「やへん」はその転訛である。迷惑感・不快感を含んだ否定を表すが、単に強い否定としても用いられる。共通語の「やしない」と同意だが、より頻繁に用いられる。
未然形（ア段）/仮定形（エ段）＋せん/へん
〜やしない。前述の「連用形＋やせん」「連用形＋やへん」がさらに転訛した形で、意味はほぼ同じである。「行けせん」「行けへん」と言った場合、「行けない」ではなく「行かない」を意味する点に注意。この用法は愛知県・岐阜県の方言や近畿方言などでも見られるが、近畿方言より否定の意味合いは強くなる。
|          | 五段活用                  | 上一段活用 | 下一段活用 | サ行変格活用 | カ行変格活用                  |
| -------- | ------------------------- | ---------- | ---------- | ------------ | ----------------------------- |
| 〜やせん | 行きやせん、 行きゃあせん | 見やせん   | 食べやせん | しやせん     | 来やせん（こやせん/きやせん） |
| 〜やへん | 行きやへん、 行きゃあへん | 見やへん   | 食べやへん | しやへん     | 来やへん（こやへん/きやへん） |
| 〜せん   | 行かせん 行けせん         | 見いせん   | 食べせん   |              | 来（こ）おせん                |
| 〜へん   | 行かへん 行けへん         | 見いへん   | 食べへん   |              | 来（こ）おへん                |

### 不可能

#### 五段活用
エ段＋ん
五段活用動詞における通常の不可能表現。
[例]行けん、書けん
エ段＋れん
五段活用における不可能表現で、遠州弁で可能を表す際に用いられることがある「れ足す言葉」に否定助動詞「ん」がついたもの。
[例]行けれん、書けれん
エ段＋やせん、エ段＋やへん
五段活用動詞において、迷惑感・不快感を含んだ不可能、または単に強い不可能を表す。
[例]行けやせん、行けやへん、書けやせん、書けやへん
エ段＋れやせん、エ段＋れやへん
いわゆる「れ足す言葉」に上述の「エ段＋やせん、エ段＋やへん」がついたもの。
[例]行けれやせん、行けれやへん、書けれやせん、書けれやへん

#### 上一段活用・下一段活用・カ行変格活用
〜れん
上一段活用・下一段活用・カ行変格活用動詞において通常の不可能を表す。いわゆる「ら抜き言葉」だが、遠州弁では頻繁に用いる。
[例]見れん、起きれん、出れん、食べれん、いれん、来れん
〜られん
上記の「〜れん」と同じ意味。共通語の影響により生まれた形であると考えられる。受け身や尊敬と語形が同じであるため誤解を生む可能性があること、さらにやや不自然であることから一般的には上記の「〜れん」を用いることが多い。しかし「やってられん」のような継続の不可能表現ではこちらの方が自然である。
[例]見られん、起きられん、出られん、食べられん、いられん、来られん、やってられん
〜れれん
「ら抜き言葉」である上記の「〜れん」がさらに「れ」が追加されて「れ足す言葉」となったもの。
[例]見れれん、起きれれん、出れれん、食べれれん、いれれん、来れれん
〜れやせん、〜れやへん
上一段活用・下一段活用・カ行変格活用動詞において、迷惑感・不快感を含んだ不可能、または単に強い不可能を表す。
[例]
- 見れやせん、見れやへん
- 起きれやせん、起きれやへん
- 出れやせん、出れやへん
- 食べれやせん、食べれやへん
- いれやせん、いれやへん
- 来れやせん、来れやへん

- 大阪弁などで見られる「行かれへん」のような形や、名古屋弁や近畿方言で用いられる「よう行かん」などの形は遠州弁ではどちらも使われない。

| 共通語                    | 遠州弁                                          | 名古屋弁                                                                        | 京言葉（京都弁）             | 大阪弁                               |
| ------------------------- | ----------------------------------------------- | ------------------------------------------------------------------------------- | ---------------------------- | ------------------------------------ |
| 行かない                  | 行かん                                          | 行かん                                                                          | 行かへん、行かん             | 行けへん、行かへん、行かん           |
| 行きはしない 行きやしない | 行きゃあせん、行きゃあへん、 行けへん、行かへん | 行かせん、行けせん、 行かへん、行けへん、 行きゃあせん、行きゃあへん            | 行かへん、行きやへん         | 行けへん、行かへん、行きやへん       |
| 行けない                  | 行けん、行けれん、 行けやせん、行けやへん       | 行けん、行けれん、 行けえせん、行けえへん、 行けやせん、行けやへん、 よう行かん | 行けへん、よう行かん         | 行かれへん、よう行かん               |
| 見ない                    | 見ん                                            | 見ん                                                                            | 見いひん、見ん               | 見いひん、見いへん、見ん             |
| 来ない                    | 来（こ）ん                                      | 来（こ）ん                                                                      | きいひん                     | けえへん、こおへん、きいひん         |
| いない                    | いん、おらん                                    | おらん                                                                          | いーひん、おらへん、おらん   | おらへん、おれへん、いーひん、おらん |
| 見られない                | 見れん、見れれん                                | 見れん                                                                          | 見られへん、見れへん、見れん | 見られへん、見れへん、見れん         |

### 過去否定
未然形+なんだ
〜なかった。過去否定を表す。遠州地方全域で使われる。近隣の三河弁や名古屋弁を含む他の西日本の地域と同じく、中年層や若年層では後述する「〜んかった」に取って代わられつつある。
| 五段活用   | 上一段活用 | 下一段活用 | サ行変格活用       | カ行変格活用   |
| ---------- | ---------- | ---------- | ------------------ | -------------- |
| 行かなんだ | 見なんだ   | 食べなんだ | しなんだ、せなんだ | 来（こ）なんだ |

未然形+んかった
〜なかった。過去否定を表す。西日本での新方言の一つであり、近年登場した形である。こちらも遠州地方全域で使われる。遠州地方に限らず、西日本の中年層や若年層ではこちらが使われることが多くなってきている。
| 五段活用     | 上一段活用 | 下一段活用   | サ行変格活用           | カ行変格活用     |
| ------------ | ---------- | ------------ | ---------------------- | ---------------- |
| 行かんかった | 見んかった | 食べんかった | しんかった、せんかった | 来（こ）んかった |

未然形+んけ
〜なかった。過去否定を表す。遠州弁の否定助動詞である「ん」と、静岡県中部の過去を現す助動詞である「け」が融合した形。主に掛川市以東の東遠地方で使われる用法であり、大井川を超えて隣の島田市付近までこの用法が見られる。近年では「未然形+んかったっけ」という形も見られる。
| 五段活用 | 上一段活用 | 下一段活用 | サ行変格活用   | カ行変格活用 |
| -------- | ---------- | ---------- | -------------- | ------------ |
| 行かんけ | 見んけ     | 食べんけ   | しんけ、せんけ | 来（こ）んけ |

### 形容詞

#### 形容動詞の形容詞化
一部の形容動詞の末尾に、形容詞を形成する接尾辞「い」を付加することによって、形容詞化する用法がある。例：「横着い」（＝「横着な」）、「上手（じょうず）い」（＝「上手な」）、「丈夫い」（＝「丈夫な」）、「賑やかい」（＝「賑やかな」）

### 格助詞
ん
共通語の格助詞「が」「の」「を」「に」などにあたる。遠州弁では、これらの格助詞を全て「ん」と言うことが多い。
- 雨が降ってきた→雨ん降ってきた
- おれの手拭→おれん手拭
- 大工になった→大工んなった

その他にも、格助詞自体が省略されたり、前後の発音と融合して変化することも多い。
格助詞が省略される例
- そんなことを言うな→そんなこと言うな
- 見に行った→見ー行った

（格助詞の前の語が1音の場合はその音を伸ばして発音する）
格助詞が前後の発音と融合して変化する例
- ここに有るのは→ここに有るのぁ

（発音は「ここに有るなぁ」に近い）
- 田中という人→田中っちゅう人

- 格助詞が省略される用法は他の中部地方や近畿地方などでも見られるが[8]、「動詞連用形＋格助詞」となる場合に格助詞が省略される用法（例:「見に行った→見ー行った」など）は中部地方（主に長野・山梨・静岡方言、三河弁、越後方言）とその周辺地域特有の表現である。[9]
- 格助詞「と」は、名古屋、近畿、中国、四国では省略される（例:「田中という人→田中いう人」など）が、遠州弁では省略しない。ただ、「という」が「っちゅう」と変化する用法は遠州弁にもあり、この用法は全国各地に見られる。[10]

### 終助詞
〜じゃん
〜じゃないか（反問・詰問）、〜だよね？（念押しの疑問）。念押しの疑問で使われる場合には、「〜じゃあん」になり、文が続く。文が続かないと、相手に「だから何？」とか「それで何？」などと尋ねられる。反問・詰問で使われる場合は、「じゃんか」、念押しの疑問で使われる場合は、「じゃんね」が使われることもある。「〜じゃん」は現在は首都圏の中年層・若年層を中心に全国的に使用されているが、遠州弁を含める静岡県や愛知県では高齢層も含め老若男女問わず使われる。
- 「俺、今週給食当番じゃん！」（＝「俺、今週給食当番じゃないか！」）
- 「湖西市ってさあ、愛知県との県境じゃあん。だもんで、三河弁が話されとるんだに」（＝「湖西市ってさあ、愛知県との県境だよね。だから、三河弁が話されているんだよ」）

〜じゃんね
〜なんだよね。「俺って〜じゃんね（それで……）」「昨日〜だったじゃんね（それで……）」というような、次の話の展開に持っていく一方的な説明によく使われる。暗い内容や、辛いことを話す時には、「……じゃんねえ？（上昇調）」と伸ばすことが多い。愛知県に近い地域では、疑問の意を含む場合もある。
〜じゃんな
〜なんだよな。前述のように「じゃん」は現在では全国的な使用が確認されているが、「じゃんね」や「じゃんな」は日本中でも静岡県や愛知県固有の表現。
〜だ？
〜の？。話者により、上昇調・下降調のいずれも用いられる。「書いただ？」と言うと、「書いたら？（書いたでしょ？）」と聞き間違えてしまう場合もある。
- 「昨日、朝ご飯食べただ？」（＝「昨日、朝ご飯食べたの？」）
- 「朝ご飯食べんくて何が悪いだ？」（＝「朝ご飯食べなくて何が悪いの？」）

〜け？
〜か？（疑問）、〜しよう（誘い）。「〜か？」と聞くと強く感じるが、「〜け？」と聞くとやわらかい表現になる。基本的に用言と体言の後ろに付けて使う。「〜け」は用言、体言両方に付けることができる。ただ、聞かれているのに誘われていると勘違いしないことに注意。
- 「この車って新車け？」（＝「この車って新車か？」）
- 「そろそろ行くけ？」（＝「そろそろ行こうか？」）

〜だら、〜ずら、〜だらあ、〜ずらあ、〜ら
〜でしょう、〜だろう（推定、確認）。自慢する時にも使うことがある。「だら」「ずら」は語気が少し強め。若者が使えば「〜だろ？」の様な雰囲気となる。「だらあ」「ずらあ」はやわらかい表現になる。「ずら」「ずらあ」は主に年配者が使い、若者は使わない。絶滅するおそれがある。
場合に応じ、「だ/ず」が抜けるときがある。
名詞・形容動詞・終助詞「の・ん」に続く場合は「だら/ずら/だらあ/ずらあ」。
- 「明日から10月だらあ」（名詞）
- 「綺麗だら？」（形容動詞）
- 「君も行くんだら？」（動詞＋終助詞）
- 「未だ早いんだら」（形容詞＋終助詞）

動詞・形容詞に続く場合は「ら/らあ」。
- 「君も行くら？」（動詞）
- 「未だ早いら」（形容詞）

但し、終助詞の「の・ん」に続く場合には省略した用法が有り、「行くだら？」、「早いだら。」などとも言う。
- 「行くら？」（＝「行くでしょ？」）、「早いら」（＝「早いでしょ」）（不確実な推定・確認）
- 「行くんだら？/行くだら？」（＝「行くんでしょ？」）、「早いんだら/早いだら」（＝「早いんでしょ」）（ほぼ確実と思われる推定・確認）

| 共通語             | だろ/でしょ  | だろう/でしょう | だよね/ですよね | の       | か       |
| ------------------ | ------------ | --------------- | --------------- | -------- | -------- |
| 共通語例（現在形） | 書くでしょ   | 書くでしょう    | 書くよね        | 書くの   | 書くか   |
| 共通語例（過去形） | 書いたでしょ | 書いたでしょう  | 書いたよね      | 書いたの | 書いたか |
| 遠州弁             | だら/ずら    | だらあ/ずらあ   | じゃんね        | だ       | け       |
| 遠州弁例（現在形） | 書くら       | 書くらあ        | 書くじゃんね    | 書くだ   | 書くけ   |
| 遠州弁例（過去形） | 書いたら     | 書いたらあ      | 書いたじゃんね  | 書いただ | 書いたけ |

〜だに
〜だよ、〜だぞ（断定）。
場合に応じ、「だ」を省略することがある。
名詞・形容動詞・終助詞「の・ん」に続く場合は「だに」。
- 「明日から10月だに」（名詞）
- 「綺麗だに」（形容動詞）
- 「君も行くんだに」（動詞＋終助詞）
- 「未だ早いんだに」（形容詞＋終助詞）

動詞・形容詞に続く場合は「に」。
- 「私も行くに」（動詞）
- 「未だ早いに」（形容詞）

但し、終助詞の「の・ん」に続く場合には省略した用法が有り、「行くだに」、「早いだに」などとも言う。
- 「行くに」（＝「行くよ」）、「早いに」（＝「早いよ」）（通常の断定）
- 「行くんだに/行くだに」（＝「行くんだよ」）、「早いんだに/早いだに」（＝「早いんだよ」）（強い断定、命令）

未然形＋まい（か）
〜しよう、〜しようか（勧誘）。名古屋弁の「〜まい」と微妙に語形が違う地域がある。例：「行かまい」（遠州弁や一部地域の三河弁）、「行こまい」（名古屋弁と共通）、「行くまい」（三河弁の典型的な言い方）。また、動詞「行く」のみ通常の未然形とは異なる「行じゃ」＋「まい（か）」の形になる場合がある。例：「みんなで行じゃまい」。「行じゃまい（か）」は、主に目的語「〜に」が入っていないときに用いられ、「〜に」が入っているときに「行じゃまい」を使うのは不自然である。例：×「ゴルフをやりに行じゃまい」。
また、遠州っ子（静岡県西部地区出身者）の気質を表す言葉として、「やらまいか精神」が挙げられている。何に対しても「やってやろうじゃないか」という挑戦者精神・開拓者精神を持っていることを表現しているといわれるが、「まい」は本来、上記の通り勧誘の意味であり、他地方の者がその意味を誤解釈したまま広まった言葉であると思われる。
| 五段活用       | 上一段活用   | 下一段活用     | サ行変格活用 | カ行変格活用         |
| -------------- | ------------ | -------------- | ------------ | -------------------- |
| 行かまい（か） | 見まい（か） | 食べまい（か） | しまい（か） | 来（こ）まい（か）※1 |

※1：人によっては「きまい（か）」とも言うが、文法的には「こまい（か）」の方が正しい。
〜や、〜やあ
〜な、〜なあ。活用語の終止形や助詞に続く。感動・軽い主張・軽い願望・同意の求めなどを表す。例：「誰か来やせんかや」（＝「誰か来ないかな」）、「可愛いやあ」（＝「可愛いなあ」）

### 接続助詞
いずれも終止形接続である。共通語の「ので」「もので」が連体形接続なのと異なるので注意。具体的には断定の助動詞「だ」と形容動詞に接続するときに「だで」「だもんで」「だけん（だけんが）」となる。
で
順接の接続助詞。もっとも広く使われる。近畿方言の「で」は主張を表す終助詞であるため、用法が異なる（遠州弁では終助詞「に」がこれと同じ用法である）。この用法は東海地方とその周辺地域で広く用いられている。
もんで
順接の接続助詞。言い訳をするときなど、結論より理由に重点があるときに使われる他、「で」に比べて長いため考える時間を稼ぐために使われることもある。この用法もまた東海地方とその周辺地域で広く用いられている。
に
順接の接続助詞。聞き手に対する命令・指示・勧誘・アドバイスに理由を付する場合に限って使われる。
だに
逆接の接続助詞。「〜のに」の意。「〜ので」という意味と区別するために、「だ」が付く。例：「違うだになんで直さないだ？」
けんが（けえが）、けん
逆接の接続助詞。「〜けど」の意。中遠・東遠地域でよく使われる。中国方言・四国方言・九州方言（薩隅方言を除く）で使われる「けん」は順節の接続助詞であり、「〜から」という意味であるので、意味が正反対であることに注意を要する（遠州弁では上述の「で」「もんで」にあたる）。基本的に、接続詞的用法には「けんが（けえが）」を、終助詞的用法には「けん」をそれぞれ用いるが、接続詞的用法に「けん」を、終助詞的用法に「けんが」を用いることも多くある。「けんが（けえが）」は浜松市でもわずかながら使われることもあるが、「けん」は浜松の東の磐田市以東でしか使われない。また、この用法は県中東部の静岡市清水区・富士市付近まで連続する。例：「時間がないけんが急がんくてええよ」、「見たけん、無かった」、「今、勉強中だけん」
| 用法               | 例                          | 「＋」の位置に入れることが可能か | 「＋」の位置に入れることが可能か | 「＋」の位置に入れることが可能か |
| 用法               | 例                          | で                               | もんで                           | に                               |
| ------------------ | --------------------------- | -------------------------------- | -------------------------------- | -------------------------------- |
| 言い訳※1           | 寝坊した＋遅刻した          | ×                                | ○                                | ×                                |
| 指示の理由         | いま行く＋待っとって        | ○                                | ×※2                              | ○                                |
| 指示の理由（倒置） | 待っとって、いま行く＋      | ○                                | ×※2                              | ○                                |
| 論理的推量※3       | 閏年だ＋29日がある          | ○                                | ○                                | ×                                |
| 文末※4             | 時間ない+「ね」などの終助詞 | ○                                | ○                                | ×※5                              |

※1 遅刻したことはすでに明らかであり、話者の訴えたいことは遅刻の理由が寝坊であることなので、「もんで」が使われる。「で」を使うと言い訳というより開き直った感じになる。

※2 不可能ではないがあまり言わない。

※3 「29日のあるのは閏年だからだ」のような感じで理由に重点があるときは「もんで」が、「29日がある」という結論に重点があるときは「で」が使われる。

※4 呼びかけのときには「で」を使い、応答のときには「もんで」を使う。

※5 文末に付く「に」は接続助詞ではなく終助詞の「に」であり、別の語である。

### 使役
使役には主に関東で用いられる「せる」「させる」と近畿で用いられる「す」「さす」を併用するが、活用形では五段動詞では「行かした（＝行かせた）」、一段動詞では「食べさした（=食べさせた）」のように近畿地方に近い形が優勢である。

### 間投助詞
「よ、よう」、「や、やあ」。※名古屋弁#間投助詞を参照。

## 発音

### アクセント
アクセントにおいては、遠州弁は東京式アクセント地域に含まれ、大井川～掛川市は中輪東京式、袋井市・森町～浜松市は外輪型東京式、湖西市は型の少ない東京式に分類される。浜松市周辺の外輪東京式アクセントは共通語（東京方言）との差異は小さいと言われるが、幾つかの語彙では違いが認められる。ただし、近年ではテレビなどの媒体を通じての共通語（東京方言）の影響も大きく、特に若年層を中心に共通語アクセント（中輪型東京式）に移行しつつある。。以下、浜松市周辺の遠州弁のアクセントを示す。

#### 名詞
共通語で平板型のものが、遠州弁で頭高型になる例が多数見られる。その一方で眼鏡や枕のように平板型になるものもあるなど、例外も多数ある。
| 語彙       | 共通語             | 遠州弁            | 補足 |
| ---------- | ------------------ | ----------------- | --- |
| アカトンボ | あかとんぼ         | あかとんぼ        | 共通語でも歴史的アクセントでは「あかとんぼ」                                                                                  |
| 欠伸       | あくび（平板）     | あくび            | |
| 悪化       | あっか（平板）     | あっか            | |
| イチゴ     | いちご（平板）     | いちご            | |
| 一部       | いちぶ             | いちぶ            | |
| 後ろ       | うしろ（平板）     | うしろ            | |
| 映画       | えいが             | えいが            | 共通語としても許容範囲 |
| 解決       | かいけつ（平板）   | かいけつ          | |
| 課長       | かちょう（平板）   | かちょう          | |
| 株式       | かぶしき           | かぶしき          | |
| 神様       | かみさま           | かみさま          | |
| 金額       | きんがく（平板）   | きんがく          | |
| 靴         | くつ（尾高）       | くつ              | |
| 熊         | くま（尾高）       | くま              | 近年は共通語でも頭高型が広まっており、2016年にはNHK日本語発音アクセント新辞典で頭高型が共通語アクセントとして記載されている。 |
| 結果       | けっか（平板）     | けっか            | |
| 午後       | ご                 | ごご（平板）      | |
| 時間       | じかん（平板）     | じかん            | |
| 辞書       | じしょ             | じしょ            | |
| 次長       | じちょう（平板）   | じちょう          | |
| 社長       | しゃちょう（平板） | しゃちょう        | |
| 種類       | しゅるい           | しゅるい          | |
| 人口       | じんこう（平板）   | じんこう          | |
| 鈴木       | すずき             | すずき            | 人の名字 |
| 世界       | せかい             | せかい            | 共通語でも歴史的アクセントでは「せかい」                                                                                      |
| 世帯       | せたい             | せたい            | |
| 掃除       | そうじ（平板）     | そうじ            | ただし「お掃除」は「おそうじ」で共通                                                                                          |
| 素麺       | そうめん           | そうめん          | |
| 卵         | たまご             | たまご            | 共通語の元となる東京旧市内でも「たまご」と「たまご（平板）」に分かれる。                                                      |
| 通用       | つうよう           | つうよう          | 共通語としても許容範囲 |
| 唾         | つば               | つば（尾高）      | |
| 当日       | とうじつ（平板）   | とうじつ          | 共通語でも稀に「とうじつ」と発音                                                                                              |
| 電車       | でんしゃ（平板）   | でんしゃ          | 共通語でも歴史的アクセントでは「でんしゃ」                                                                                    |
| 半袖       | はんそで（平板）   | はんそで はんそで | 東遠地域は「はんそで」と発音、それ以外の地域は「はんそで」と発音。 中遠地域でも希に「はんそで」と発音することもある。         |
| 服         | ふく（尾高）       | ふく              | |
| 黒子       | ほくろ（平板）     | ほくろ            | |
| 枕         | まくら             | まくら            | |
| ミツバチ   | みつばち           | みつばち          | |
| 向く       | むく（尾高）       | むく              | |
| 向こう     | むこう（平板）     | むこう            | 共通語としても許容範囲 |
| 眼鏡       | めがね             | めがね            | |
| YAMAHA     | やまは（平板）     | やまは            | |
| ラーメン   | らーめん           | らーめん          | |
| SUZUKI     | すずき             | すずき            | |

方角語彙の内「西・東・南」が共通語の平板型アクセントと違い、頭高型アクセントとなる。ただし、「北」だけは共通語と同じである。
| 語彙 | 共通語 | 遠州弁 |
| ---- | ------ | ------ |
| 西   | にし   | にし   |
| 東   | ひがし | ひがし |
| 南   | みなみ | みなみ |

#### 形容詞
3拍形容詞第2類は、共通語アクセントでは原則的に中高型で発音されるが、遠州のうち中西遠ではすべて頭高型で発音される（近畿方言のアクセントと同様）。若年層においては、このアクセントは共通語アクセントに飲み込まれ、急速に廃れつつある。東遠や湖西・湖北、奥遠州では中高型。
| 語彙       | 共通語 | 中西遠 |
| ---------- | ------ | ------ |
| 暑い、熱い | あつい | あつい |
| 痛い       | いたい | いたい |
| 偉い       | えらい | えらい |
| 寒い       | さむい | さむい |
| 悪い       | わるい | わるい |

#### 動詞
起伏式の3拍一段動詞は、頭高型アクセントとなる。このアクセントは静岡県特有のものである。
| 語彙     | 共通語     | 遠州弁     |
| -------- | ---------- | ---------- |
| 起きる   | おきる     | おきる     |
| 食べる   | たべる     | たべる     |
| 逃げる   | にげる     | にげる     |
| 降りる   | おりる     | おりる     |
| はみ出る | はみでる   | はみでる   |
| 思い出す | おもいだす | おもいだす |

#### 地名
市名は頭高型や中高型が好まれることが多いが、一部例外もある（金谷など）。市内の地名に関しては共通語と相違のあるアクセントも多い。下記は共通語と遠州弁のアクセントを示す。東海旅客鉄道、遠州鉄道の列車内アナウンスは基本的に地元のアクセントに従っている。
| 地名                       | 共通語               | 遠州弁                                                |  |
| -------------------------- | -------------------- | ----------------------------------------------------- |  |
| 磐田                       | いわた（平板）       | いわた（頭高）                                        |  |
| 袋井                       | ふくろい             | ふくろい（中高）                                      |  |
| 掛川                       | かけがわ（平板）     | かけがわ（中高）                                      |  |
| 菊川                       | きくがわ（平板）     | きくがわ（中高）                                      |  |
| 島田                       | しまだ（平板）       | しまだ（尾高）                                        |  |
| 金谷                       | かなや（頭高）       | かなや（平板）                                        |  |
| 上島（浜松市中央区）       | かみじま（平板）     | かみじま（頭高）                                      |  |
| 鴨江（浜松市中央区）       | かもえ（平板）       | かもえ（中高）                                        |  |
| 三方原（浜松市中央区）     | みかたはら           | みかたはら／みかたばら／みかたっぱら （いずれも平板） |  |
| 新居（湖西市）             | あらい（平板）       | あらい（中高）                                        |  |
| 杉谷（掛川市）             | すぎや               | すぎや（平板）                                        |  |
| 長谷（掛川市）             | ながや（平板）       | ながや（頭高）                                        |  |
| 十九首（掛川市、通称読み） | じゅうくしょ（中高） | じゅうくしょ（頭高）                                  |  |
| 宮脇（掛川市）             | みやわき（中高）     | みやわき（平板）                                      |  |
| 大坂（掛川市）             | おおさか（平板）     | おおさか（中高）／おおさか（尾高）                    |  |
| 加茂（菊川市）             | かも（平板）         | かも（頭高）                                          |  |

※「大阪」は共通語と同様（平板）である。
なお、上記はあくまで地元のアクセントであり、同じ遠州地方であっても地域や人によってはアクセントが違うことがあることに留意されたい。

### 発音的特徴
- 母音の無声化は余り目立たない。[13]しかし、近年では共通語の影響もあり、無声化も広く行われつつある。例：明日（アシタ → アシタ）、キツツキ（キツツキ → キツツキ）。
- 語中・語末のガ行音の鼻音化（カ゜行音化）が目立つ。しかし、ガ行音話者も少なからずいる。例：音楽（オンガク → オンカ゜ク）、紅葉狩り（モミジガリ → モミジカ゜リ）。
- 母音「ウ」の円唇化は目立たない。
- 連母音融合は静岡県内の他の地域の方言（駿河方言・伊豆方言）や名古屋弁などと違いあまり目立たず、首都圏方言などと同じ要領で形容詞の連母音aiやoiはeːに変化し、連母音uiはiːに変化することがまれにある程度である。（例:たかい（高い）→たけえ、おそい（遅い）→おせえ、わるい（悪い）→わりい）。
- 終助詞「よ」が弱化して「い」や「え」のように発音されることがある。この傾向は高齢層、中年層の男性に顕著であり、若年層や女性ではあまり見られない。（例:どうするんだよ→どうするだぃ、どうするでぇ）
- 語中の「わ」や格助詞「は」は前の音につられて、両唇の接近が弱くなり「あ」のように発音されたり、拗音化することがある。〔例〕かわばる→かあばる、それは→そりゃ
- しばしばサ行音のハ行音化が起こる。しかし近畿方言などと比べると明確ではない。〔例〕「それで/そして」→「ほいで/ほんで」、「それだから」→「ほいだで/ほんだで」または「ほいだもんで/ほんだもんで」、「そうか」→「ほうか/ほうけ」、「やりゃあせん」→「やりゃあへん」、「七（しち→ひち）」、「敷く（しく→ひく）」

## 語彙

### 名詞
あいさあいだ、間
あいまち怪我
あっこ、あっこら、あっこいらあそこ、あそこら
あわくい、あわっくい慌て者、粗忽者
あんき安心
あんも、あんもう餅、あんころ餅、馬鹿、馬鹿者
いいとこまんじゅう、ええとこまんじゅう内緒にしたいいいところ、都合のいいところ（行き先や行って来た場所を濁したり、内緒にしたい場合に使う）
いみ、えみ、いみり、えみり（陶磁器などの）ひび、ひび割れ
いらんこん(1)せずともよい余計な行為・動作
(2)おせっかい、でしゃばった差し出がましい行為
裏盆（うらぼん）本来は「お盆」という言葉自体が「盂蘭盆会（うらぼんえ）」の省略形だが、遠州の一部では8月15日の「表盆」に対し、早死にした子どもを供養する地蔵盆（8月24日）を裏盆という。
おっさま 、おっさんお坊さん、僧侶（頭高型アクセント）
おとびセンダングサ類の種子
かえち着替え用の衣類、取り替え用のもの
くろ、ぐろ（部屋などの）すみ
けった、けったあ自転車（名古屋弁からの新方言）
国1（こくいち）国道1号線、または旧国道1号線（県道413号・415号線）
こっくうコクワガタ
ころ自転車の補助輪や台車等の車輪、キャスター
こん事
ごんどごみ
在所（ざいしょ）、お在所実家
舌ばか味覚障害、味覚音痴
舌べろ舌、べろ（同じ意味の言葉を繰り返している。また知多弁では「舌べら」と言う。
衆ら人たち（「あの衆ら」（指示代名詞）、「若い衆ら」（形容詞）、「女の衆ら」（名詞＋格助詞「の」）などの形で用いられる。複数の人を表す「衆」に、更に複数を表す「ら」が付いている）
新家（しんや）分家。本家（ほんや）の対義語。
線引き（せんひき）定規
ため同い年（チャットや掲示板で若者に多く使われているが、元々は静岡県の方言である）
ちょんびいちょっかいを出す人、ふざける人（動詞「ちょびちょびする」〈後述〉よりの派生語）
連れ友人、知り合い
てんこちょてっぺん、頂上
とびつかセンダングサ類の実
どべ最下位
ながらみダンベイキサゴ（食用巻き貝）。
なかめしぐるりあんぼた餅、おはぎ（「中は飯、ぐるり（外）は餡」の意）
ねち歯茎
ねぶつ出来物
はいぼ灰
ばかっつら馬鹿者、阿呆
ひぼ紐
ほそばイヌマキ
ぼっちょ出っ張り、ボタン、スイッチ
ぽんぽんオートバイ、自動二輪、原付（平板型アクセント）
本家（ほんや）本家（共通語では「ほんけ」）。新家（しんや）の対義語。
もも小果実
やんぞうこんぞうイヌマキの実
横輪自転車の補助輪
悪さん坊いたずらっ子

### 動詞
あおたえるうろたえる、うかうかする
いぜる、えぜるいじる
居たった居た
いる五段動詞の連用形の下に付いて、可能の意を表す。（＝得る）
頭を切る《慣用句》髪を切る、散髪する
いがむ、えがむ曲がる、歪む
いきれる蒸し暑く感ずる、蒸し暑さにまいる
いのく、いぬく動く
うっちゃらかす、うっちゃらかいとく捨て置く、放っておく、ほったらかす
うっちゃる捨てる
おやす悪くする、壊す
かある転ぶ、倒れる、ひっくり返る
かう（カギを）かける、締める
かじる、かじくる引っ掻く（静岡弁では「かじくる」は「掘る」の意）
かっぱしゃぐ乾ききる、からからに乾燥する
かまうからかう、いじめる
かわばる、かあばる乾ききってこびり付く
きさる/きせる（容器などのふたが）閉まる/（〜を）閉める
くすがる/くすげる（とげなどが）刺さる/（〜を）刺す
くっちゃべる喋る
狂う騒ぐ
けっからかす蹴飛ばす、（足などを）ぶつける
業（ごう）が沸ける《慣用句》怒る、頭にくる、腹が立つ
こく言う、ほざく、ぬかす（やや乱暴な言い方）
こさえる作る、こしらえる
こぞむ、こどむ沈殿する
こっくらかす（人などを）殴る（頭高型アクセント）
提（さ）げる持ち上げる
しゃりしゃりする、しゃあしゃあする小生意気な態度をとる、ふざける
しょろしょろするぐずぐずする、のろのろと動く、ぼさっとする
せせる、せせくる触れる、触る、いじる
空（そら）を使う《慣用句》とぼける、知らんぷりする
建たった建った
たつ、たてる（戸などを）閉める
血が死ぬ《慣用句》内出血する
ちみくるつねる
ちょうけるふざける
ちょびちょびするちょっかいを出す、ふざける
ちんぶりかく、ちんぷりかくふてくされる、ひがむ、いじける
つける（食べ物を）よそう
つっからかす突き飛ばす
つぶれる　（機械などが）故障する、壊れる（近畿方言の「つぶれる」と意味はほぼ同じ。一般的な「潰れる」の意味でも用いられる）
飛ぶ走る、駆ける
とんまえる、とんます捕まえる
撫ぜる撫でる
飲んばめる（食物等を）喉に詰まらせる
挟がる/挟ぐ/挟げる挟まる/挟む/挟ませる
はぜる、はでる（風船などが）はじける、破裂する、つぶれる
離らかす離す
はぶく、はぶせにする仲間はずれにする
ぶっさらう（人などを）殴る、酷い目に遭わせる
ふんずばす
踏みつぶす
へす押す
へち曲がる/へち曲げるひん曲がる/ひん曲げる
ぼう、ぼっかける追う、追いかける
ほかし投げる放り投げる
ほかす放る、放っておく、捨てる
ほじく（結び目を）解く、ほどく
ぼったくる追い立てる、追い回す（一般的な「不当に高い値段を要求する」意でも用いられ、どちらなのかは文脈で判断）
ぼっ立つ何もせずにぼさっと突っ立つ
混ぜる仲間に入れる
丸かる/丸ける丸まる/丸める
漏おる漏れる
もじかる絡まる
もす燃やす
持ちに行く取りに行く
やっきりする、やっきりこく怒る、頭にくる、腹が立つ
ゆすぐすすぐ
よさり掛かる寄り掛かる、もたれ掛かる
寄せる（洗濯物を）取り込む
笑わかす、笑かす笑わせる

### 形容詞
いやったい(1)したくない、気乗りしない
(2)不愉快な、気に障る
えらい（疲労・病気などにより）つらい、苦しい、大変な（副詞のえらいとは別の意味）
横着い横着な（形容動詞の形容詞化）
おおぼったい（まぶたが疲労などにより）覆い被さるように重い、（体の一部が病気などにより）腫れぼったい、むくれている
おぞい弱い（ボロい）、テストの点が悪い
おとましい苦しい、だるい（静岡弁では「怖い」の意）
黄いない黄色い、黄色の
けっこい綺麗な、美しい（「こ」にアクセント。形容動詞に同形語あり）
こさむったい、こさぶったい肌寒い、薄ら寒い
こそばい、こそばったい、こそばゆいくすぐったい
こわい堅い、強い
こんきい（「えらい」に同じ）
ささがしいせわしない、騒々しい
さぶい寒い
じゅるい水気や汁気が多い、（地面が）ぬかるんでいる、（茶碗蒸し・ゼリー・プリンなどが）水っぽく軟らかい
上手（じょうず）い上手な（形容動詞の形容詞化）
丈夫い丈夫な（形容動詞の形容詞化）
しょんない仕方ない（「しようがない」の転訛）
ずっこいずるい
せばい狭い
せんしょったい穿鑿（せんさく）好きな、根掘り葉掘り聞きたがる
とろい、とろくさい(1)のろまな、鈍臭い
(2)馬鹿な、知恵が回らない
※「とろくさい」は、「とろい」よりもきつい表現になる。
とんじゃかない頓着しない、構わない、気にしない、どうでもいい
賑やかい(1)賑やかな、活気のある、騒々しい（形容動詞の形容詞化）
(2)（視覚的に）派手な、ごてごてした
ぬくとい温かい
ひずるしい眩しい
ひゃっこい肌寒い
ひんしょったい貧相な、貧乏臭い、みすぼらしい
ふんごむぬかるみにはまる。（例：「じゅるいもんでふんごんだ」）
ぶしょったいだらしない、汚い、格好悪い（「無精」＋「たい」から変化したもの）
まめったい忠実（まめ）な、苦労をいとわない
みがましい(1)（人の性格が）機を見るに敏な
(2)（物の造りが）しっかりしている、頑丈な
みるい(1)（果実などが）未熟な、熟れていない
(2)（子供の皮膚などが）やわらかい
やごい（物の造りが）しっかりしていない、頑丈でない
らんごくない、らんごかない猥雑な、ひどく散らかっている、しっちゃかめっちゃかな

### 副詞
えいかん（発音は「エーカン」）
(1)たくさん、多く
(2)「いい加減に」の縮約（ええかんせよ＝いい加減にしろ）:えらい:とても、すごく、とんでもなく
えらいとても、すごく、とんでもなく（形容詞のえらいとは別の意味）
がんことても、すごく、とんでもなく（形容動詞に同形語あり）
ごてしょとごまんと、山ほど、たくさん
たっくうたくさん
ちゃっと、ちゃっちゃとすぐに、急いで、さっと、さっさと
ちょっくら少し
ちょっくらちょいとちょっとやそっとでは
ちんたらのろのろ
どうにどういうふうに、どんな感じに（平板型アクセント）
どっかこっかどこかしら、どことなく（「こ」にアクセント）
仲間で、なっかで共用で
なんしょやたら、むやみに、なにかにつけ（平板型アクセント）
はあ(1)既に、もう
(2)間もなく、じきに
みなきり、みなっきり片っ端から、洗いざらい、全部
やっと、やあっと長い間、ずっと

### 形容動詞
がんこひどい、凄まじい、とんでもない（副詞に同形語あり）
ぎゅうぎゅうぱんぱん物や人が多く、鮨詰めである
けっこう、けっこ綺麗に、美しく（「こ」にアクセント。形容詞に同形語あり）
たわけ馬鹿
ちんちん熱い（平板型アクセント）
なりきがさつ、ぞんざい
ねき丁寧、細やか
ひょんきんひょうきん、洒脱、一風変わっている
やっとぶり、やあっとぶり久しぶり

### 連語
いかん駄目だ、いけない（最も頻繁に使われる）
おえん駄目だ、いけない（岡山弁の「おえん」と意味は全く同じ）
かん駄目だ、いけない（「いかん」の「い」が抜けたもの）

### 感動詞
やいおい（呼びかけ）
やいやいしまった（後悔）、あーあ（落胆）、おいおい（いら立ち）

### 接頭辞
ど〜とても〜、非常に〜（例）どすごいら
（カ行、ハ行で始まる語の前につく場合は強調される語の最初の音が連濁を起こすことがある。例:どぎつい、ど臭い（どぐさい）、ど速い（どばやい））
どば〜とても〜、非常に〜（例）どばすごいに
ばか〜ものすごく〜、非常に〜（例）ばかすごいに
※共通語では男性語とされるが、遠州地方では老若男女問わず用いられる。

### 接尾辞
〜さら〜ごと
〜まるけ〜だらけ、〜まみれ

## 地域差
遠州弁は、狭い地域での方言であるにも関わらず、各地区で使われる言葉やイントネーションが微妙に異なり、遠州弁の小分類は、以下に区分される。
- (1)湖西地区

湖西市、浜松市浜名区三ヶ日町など、愛知県に近い地域。東三河と隣接しているため、限りなく三河弁に近い。また、旧新居町付近は型の少ない東京式アクセントが分布する。
- (2)北遠地区

浜松市天竜区。山々に囲まれた地域であり、年配者が多く古来からの遠州弁が使われている。
- (3)西遠地区

浜松市平野部。一般的な遠州弁を示す。
- (4)中遠地区

磐田市、袋井市、周智郡森町。天竜川を挟んでいる為、西遠地区とのイントネーションが異なる。
- (5)東遠地区

掛川市から大井川までの旧駿河国に近い地域。
周囲を山々に囲まれていることもあり、中遠地区などとは発音や語彙に差異が見られる。上記の4地域が外輪東京式アクセント（旧新居町付近は型の少ない東京式アクセント）であり、母音の無声化がやや活発であるのに対して、東遠地区は首都圏・静岡県東部・中部・愛知県西三河地方などと同じ中輪東京式アクセントであり、静岡県中部などと同じく母音の無声化が起こりにくい。また、駿河方言で「〜たち」を意味する「〜っち」を使う地域があったり、3拍形容詞第2類（「高い」「白い」「暑い」など）が中遠・西遠地域と異なり、終止形・連用形ともに頭高型ではなく中高型である（「高い」「高く」なら「たかい」「たかく」ではなく「たかい」「たかく」）など、駿河国寄りの発音や語彙が見られる。
- (6)南遠地区

主に御前崎市周辺。東遠地区と同じ中輪東京式アクセントであり、東遠地区と発音や語彙に殆ど変化ないが、沿岸部の地域の影響が若干ある。
浜名湖以西の(1)湖西地区は愛知県との県境に接するため、三河弁にかなり近い。また、掛川市以東はむしろ駿河西部の方言に近く、遠州中西部とはアクセントの違いがある。
言境が天竜川になっている単語もある。「けった/けったあ」は天竜川以西では多く使われるが、天竜川以東では余り使われないし、逆に「～ごう」は天竜川以西では余り使われないが、天竜川以東では多く使われる。
|                        | (1)湖西地区 | (2)北遠地区 | (3)西遠地区 | (4)中遠地区 | (5)東遠地区 | (6)南遠地区 |
| ---------------------- | ----------- | ----------- | ----------- | ----------- | ----------- | ----------- |
| おる・〜しとる         | ○           | △           | △           | ×           | ×           | ×           |
| ～ことない？           | ○           | ×           | ×           | ×           | ×           | ×           |
| けった/けったあ        | ○           | ○           | ○           | △           | ×           | ×           |
| ～ごう                 | ×           | △           | △           | ○           | ○           | ○           |
| ～（だ）けん           | ×           | ×           | ×           | ○           | ○           | ○           |
| ～（だ）けんが・けーが | ×           | ×           | △           | ○           | ○           | ○           |
| いかい                 | ×           | ○           | ×           | △           | ○           | ○           |

| 共通語               | 関西弁                       | 名古屋弁                   | 遠州弁                             |  |
| -------------------- | ---------------------------- | -------------------------- | ---------------------------------- |  |
| いる（居る）         | いてる、いる、おる           | おる                       | いる、おる                         |  |
| 自転車               | チャリ/チャリンコ            | けった/けったあ            | チャリ/チャリンコ、けった/けったあ |  |
| ～ない（否定助動詞） | ～ん、～へん                 | ～ん、～せん（～へん）     | ～ん、～へん、～せん               |  |
| 大変                 | しんどい                     | えらい                     | しんどい、えらい                   |  |
| 〜（だ）から         | 〜（や）から、〜（や）さかい | 〜（だ）で、〜（だ）もんで | 〜（だ）で、〜（だ）もんで         |  |

共通語を含む他の方言との比較については日本語の方言の比較表を参照されたい。

## 遠州弁を作中で扱う作品
- 勇者になれなかった俺はしぶしぶ就職を決意しました。  -  ラムディミア・ド・アクセィメモール というキャラクターが遠州弁を使用する。[注 4]
- いだてん〜東京オリムピック噺〜　-　第2部の主人公、田畑政治は静岡県浜名郡浜松町成子（現・浜松市中央区成子町）出身であり、語尾に「じゃんねー」を付けることが多く、遠州弁を使用する。